# Juan Antonio Barranco Gallardo
Juan Antonio Barranco Gallardo (Santiago de Calatrava, Jaén, 13 d'agost de 1947) és un polític espanyol. Ha estat alcalde de Madrid entre 1986 i 1989. Des de 2012 és president del PSM-PSOE.

## Biografia
Nascut a Santiago de Calatrava, va marxar jove a Madrid. Va ser empleat de banca. Va iniciar la seva trajectòria en el partit Convergència Socialista de Madrid per acabar formant part del Partit Socialista Obrer Espanyol (PSOE). Fou elegit diputat a les eleccions generals espanyoles de 1977, 1979 i 1982.
En les eleccions municipals a l'Ajuntament de Madrid de 1983 va ser número dos, passant a ser primer tinent d'alcalde de Madrid. Va ser alcalde de Madrid des de l'any 1986, després de la defunció de Enrique Tierno Galván, del que va ser primer tinent d'alcalde des de 1983. Va ser escollit alcalde en les següents eleccions municipals, en 1987, amb majoria simple i renovant el pacte amb el Partit Comunista d'Espanya. Dos anys després va perdre l'alcaldia al juny de 1989 després d'una moció de censura en la qual va sortir escollit alcalde Agustín Rodríguez Sahagún del CDS (Centre Democràtic i Social) amb el suport dels regidors d'Alianza Popular. Juan Barranco va passar llavors a ser portaveu del PSOE a l'Ajuntament ara en l'oposició. Va ser candidat a l'alcaldia en 1991 i 1995, sense recuperar l'alcaldia gràcies a les majories absolutes del PP.
A més, Juan Barranco va ser regidor de l'Ajuntament de Madrid entre 1983 i 1999. També ha estat senador per Madrid des de 1989 fins a 2008, quan torna a ser elegit diputat. També va ocupar el càrrec de President de la Federació Madrilenya de Municipis entre 1986 i 1991 i de la Unió de Ciutats Iberoamericanes en el mateix període
A les eleccions generals espanyoles de 2008 fou elegit diputat per Madrid al Congrés dels Diputats, fins que renuncià a l'escó el 2011. En les primàries socialistes del 3 d'octubre de 2010 va prendre partit pel secretari general del PSM, Tomás Gómez Franco, com a candidat a la Presidència de la Comunitat de Madrid. Va ocupar el número 3 en la llista del PSOE a l'Assemblea de Madrid en les eleccions del 22 de maig de 2011, sent elegit diputat.
El juny de 2011 fou nomenat vicepresident segon de l'Assemblea de Madrid. En 2012 va rebre la Gran Creu de l'Orde del Dos de Maig de la Comunitat de Madrid. En 2015 va renunciar al seu escó a l'Assemblea de Madrid.